# Jérémy Mellot
Jérémy Mellot (Clermont-Ferrand, 28 marzo 1994) è un calciatore francese, difensore del Castellón.

## Carriera
Nel giugno del 2019 ha firmato con il Guingamp, dopo essere stato nominato terzino della stagione con il Rodez. Ha debuttato tra i professionisti il 26 luglio 2019, nel pareggio per 3-3 contro il Grenoble in Ligue 2, andando anche a segno all'esordio.
Il 27 giugno 2021 ha firmato un contratto biennale con il Tenerife, formazione della Segunda División spagnola.

## Statistiche

### Presenze e reti nei club
Statistiche aggiornate all'8 gennaio 2022.
| Stagione               | Squadra                | Campionato             | Campionato | Campionato | Coppe nazionali | Coppe nazionali | Coppe nazionali | Coppe continentali | Coppe continentali | Coppe continentali | Altre coppe | Altre coppe | Altre coppe | Totale | Totale |
| Stagione               | Squadra                | Comp                   | Pres       | Reti       | Comp            | Pres            | Reti            | Comp               | Pres               | Reti               | Comp        | Pres        | Reti        | Pres   | Reti   |
| ---------------------- | ---------------------- | ---------------------- | ---------- | ---------- | --------------- | --------------- | --------------- | ------------------ | ------------------ | ------------------ | ----------- | ----------- | ----------- | ------ | ------ |
| mag. 2013              | Clermont Foot 2        | CFA2                   | 1          | 0          |                 | -               | -               |                    | -                  | -                  |             | -           | -           | 1      | 0      |
| 2013-2014              | Clermont Foot 2        | CFA2                   | 13         | 0          |                 | -               | -               |                    | -                  | -                  |             | -           | -           | 13     | 0      |
| 2014-gen. 2015         | Clermont Foot 2        | CFA2                   | 9          | 0          |                 | -               | -               |                    | -                  | -                  |             | -           | -           | 9      | 0      |
| Totale Clermont Foot 2 | Totale Clermont Foot 2 | Totale Clermont Foot 2 | 23         | 0          |                 | -               | -               |                    | -                  | -                  |             | -           | -           | 23     | 0      |
| gen.-mag. 2015         | Saint-Étienne 2        | CFA                    | 16         | 1          |                 | -               | -               |                    | -                  | -                  |             | -           | -           | 16     | 1      |
| 2015-2016              | Saint-Étienne 2        | CFA2                   | 19         | 1          |                 | -               | -               |                    | -                  | -                  |             | -           | -           | 19     | 1      |
| Totale Saint-Étienne 2 | Totale Saint-Étienne 2 | Totale Saint-Étienne 2 | 35         | 2          |                 | -               | -               |                    | -                  | -                  |             | -           | -           | 35     | 2      |
| 2016-2017              | Rodez                  | CFA                    | 21         | 1          | CF              | 1               | 0               |                    | -                  | -                  |             | -           | -           | 22     | 1      |
| 2017-2018              | Rodez                  | N                      | 29         | 2          | CF              | 2               | 0               |                    | -                  | -                  |             | -           | -           | 31     | 2      |
| 2018-2019              | Rodez                  | N                      | 29         | 1          | CF              | 2               | 0               |                    | -                  | -                  |             | -           | -           | 31     | 1      |
| Totale Rodez           | Totale Rodez           | Totale Rodez           | 79         | 4          |                 | 5               | 0               |                    | -                  | -                  |             | -           | -           | 84     | 4      |
| 2019-2020              | Guingamp               | L2                     | 26         | 1          | CF+CdL          | 1+1             | 0               |                    | -                  | -                  |             | -           | -           | 28     | 1      |
| 2020-2021              | Guingamp               | L2                     | 28         | 0          | CF              | 1               | 0               |                    | -                  | -                  |             | -           | -           | 29     | 0      |
| Totale Guingamp        | Totale Guingamp        | Totale Guingamp        | 54         | 1          |                 | 3               | 0               |                    | -                  | -                  |             | -           | -           | 57     | 1      |
| 2021-2022              | Tenerife               | SD                     | 22         | 1          | CR              | 1               | 0               |                    | -                  | -                  |             | -           | -           | 23     | 1      |
| Totale carriera        | Totale carriera        | Totale carriera        | 213        | 8          |                 | 9               | 0               |                    | -                  | -                  |             | -           | -           | 222    | 8      |

## Palmarès

### Club

#### Competizioni nazionali
- Championnat National: 1

Rodez: 2018-2019